# لانچیا تروی

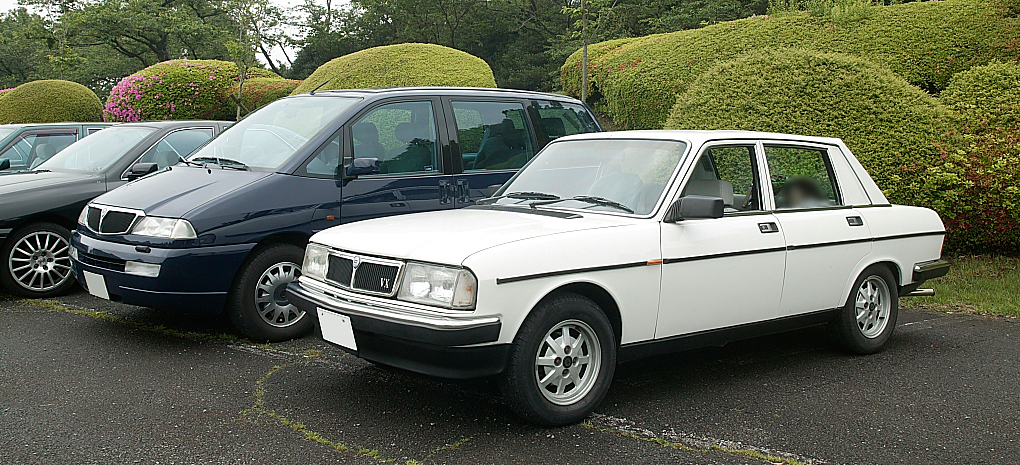

لانچیا تروی (Lancia Trevi) خودرویی است که در سال‌های ۱۹۸۰ تا ۱۹۸۴تولید شده‌است.
طراحی آن خودروهای موتور جلو-محور جلو بوده طول آن در حالت طبیعی ۴٬۳۲۰ میلیمتر (۱۷۰ اینچ) است. سیستم جعبه‌دندهٔ آن ۴ دنده به دو صورت خودکار و دستی است.